# Schloss Wisent

Der Hof von Schloss Wisent um 1910

Schloss Wisent (auch Schloss Wiesent) ist ein denkmalgeschütztes Bauwerk (Listeneintrag) in Amelsdorf, einem Ort der Gemeinde Burgschleinitz-Kühnring in Niederösterreich.
Derzeitiger Gutsverwalter am Wiesent ist Wolfgang Hollerer, der Hof gehört zum Benediktinerstift Altenburg.

## Geschichte und Beschreibung
Wisent wird erstmals 1353 urkundlich erwähnt. 1514 wurde eine öde Feste in Amelsdorf verkauft, die noch 1602 genannt wird. Da Schloss Wisent allerdings 1571 unter Valentin Polani (Inschrift über dem Haupttor) und seiner Ehefrau Barbara errichtet wurde, handelt es sich dabei höchstwahrscheinlich um zwei verschiedene Bauwerke.
1619 wurde das Schloss von den Truppen Buquoys gestürmt und geplündert. Die Güter Mörtersdorf und Sachsendorf und der Ort Limberg kamen später zur Herrschaft Wisent und gelangten mit dieser 1755 in den Besitz von Stift Altenburg.
Seit einem durch Blitzschlag verursachten Brand im Jahr 1900 hat Schloss Wisent ein rechteckiges, einstöckiges Hauptgebäude, da das zweite Obergeschoß abgetragen wurde. Die den Schlosshof umgebenden Trakte haben sowohl im Erdgeschoß als auch im Obergeschoß Laubengänge.
1944/45 mussten hier etwa 30 ungarische Juden Zwangsarbeit leisten. Deren Aufseher Karl Reschinsky wurde 1947 wegen der Misshandlung der Arbeiter zu 18 Monaten Haft verurteilt.
Heute wird Schloss Wisent vom Stift Altenburg als Meierhof genutzt.